# Il gatto a nove code
Il gatto a nove code is een Italiaanse horrorfilm uit 1971 onder regie van Dario Argento. De film is het tweede deel van Argento's 'Dieren-trilogie', na L'uccello dalle piume di cristallo (1970) en voor 4 mosche di velluto grigio (1971).

## Verhaal
De blinde oud-journalist Franco Arnò hoort op een avond vlak voor zijn huis een inbraak gepleegd worden in een genetisch laboratorium, waar onder andere DNA wordt onderzocht. Het vreemde is dat er niets gestolen is. Arnò probeert dan met behulp van de jonge journalist Carlo Giordani en zijn nichtje Lori het misdrijf op te lossen. Steeds meer mensen die iets met het lab te maken hebben, of mogelijk iets weten, worden vermoord. Ook het leven van Giordani, Lori en Franco Arnò begint gevaar te lopen en er wordt een aantal aanslagen op hen gepleegd.

## Rolverdeling
| Acteur             | Personage            |
| ------------------ | -------------------- |
| James Franciscus   | Carlo Giordani       |
| Karl Malden        | Franco Arno          |
| Catherine Spaak    | Anna Terzi           |
| Pier Paolo Capponi | Inspecteur Spimi     |
| Horst Frank        | Dr. Braun            |
| Rada Rassimov      | Bianca Merusi        |
| Cinzia De Carolis  | Lori Arno            |
| Aldo Reggiani      | Dr. Casoni           |
| Carlo Alighiero    | Dr. Calabresi        |
| Vittorio Congia    | Righetto (fotograaf) |
| Ugo Fangareggi     | Gigi                 |
| Corrado Olmi       | Morsella             |
| Tom Felleghy       | Dr. Esson            |
| Emilio Marchesini  | Dr. Mombelli         |
| Tino Carraro       | Prof. Fulvio Terzi   |
| Fulvio Mingozzi    | Spimi's agent        |